# António Costa
António Luís Santos da Costa, född 17 juli 1961 i Lissabon, är en portugisisk advokat och politiker. Han var Portugals premiärminister från 2015 till 2024 och är sedan 1 december 2024 Europeiska rådets ordförande.
Han var Socialistpartiets ledare, ett socialdemokratiskt parti, från 2014 till 2024.
Den 26 november 2015 blev Costa utnämnd till Portugals premiärminister. Regeringen har fortsatt att föra en stram ekonomisk politik, men har också höjt pensionerna och minimilönerna och sänkt skatterna för låginkomsttagare. I valet 2019 stärkte PS sin ställning men lyckades inte nå egen majoritet och kommer därför att fortsätta att vara beroende av stöd från ett eller flera partier.
Den 27 oktober 2021 förlorade Costas minoritetsregering omröstningen om statsbudgeten, efter att regeringens stödpartier till vänster röstat med de konservativa. Costas partikamrat, Portugals president Marcelo Rebelo de Sousa, svarade genom att utlysa parlamentsval. Valet hölls den 30 januari 2022, och Costas socialdemokratiska parti gick vinnande ur valet med egen majoritet. Totalt vann Socialistpartiet 117 av de 230 platserna i Portugals parlament. 2023 avgick han som premiärminister under sin tredje mandatperiod efter misstankar om korruption i regeringen. Han satt kvar som premiärminister i en övergångsroll tills han efterträddes av Luís Montenegro 2024.